# Bingöl
Bingöl (kurdisch Çewlig, zazaisch Çolig, armenisch Ճապաղջուր Tschapaghdschur) ist eine Stadt in der Türkei und gleichzeitig Provinzhauptstadt der gleichnamigen Provinz Bingöl. Der Name des Landkreises lautet ebenfalls Bingöl. Die Stadt liegt in einer Ebene am Bach Sağyer, der über den Murat in den Euphrat fließt. Der Landkreis ist hinsichtlich Fläche (ca. 23 %) und Einwohnerzahl (58,8 %) der größte der Provinz. Zudem ist es der einzige Landkreis, der in der Bevölkerungsdichte (91,4 Einw. pro km²) über dem Provinzdurchschnitt liegt.

## Geschichte
Die Geschichte der Stadt reicht weit zurück, sie kam mit ihrer Region unter die Herrschaft verschiedener Reiche. So waren Stadt und Region Teil des Reiches von Urartu. Der assyrische König Assurbanipal eroberte Bingöl 660 v. Chr. Im 7. Jahrhundert v. Chr. wurde Bingöl Teil des ersten persischen Großreichs. Die Perser wurden von den Seleukiden abgelöst. 60 v. Chr. eroberten die Römer das Gebiet von den Arsakiden. Im Jahr 395 wurde Bingöl Teil des Byzantinischen Reiches, das hier mit Unterbrechungen bis zum Einfall der Araber im Jahr 651 herrschte.
Nach der Islamisierung der Region etablierten sich im 13. Jahrhundert türkische Beyliks. Eines davon waren die Rum-Seldschuken, die Bingöl 1230 einnahmen. 1243 eroberten die Ilchane das Gebiet, nachdem sie die Rum-Seldschuken besiegt hatten. Den Ilchanen folgten die Aq Qoyunlu und ihnen die Safawiden. Die Safawiden wurden 1515 von den Osmanen besiegt. 1844 wurde die Stadt Bingöl unter dem Namen Çewlik ein Verwaltungszentrum innerhalb des Landkreises Palu. Doch ein Jahr später wurde Bingöl an die Provinz Erzurum angeschlossen. 1848 wurde Bingöl anlässlich einer Verwaltungsreform einer anderen Provinz, diesmal Diyarbakır, zugeschlagen. Bis zum Ersten Weltkrieg blieb Bingöl osmanisch, geriet jedoch im Juni 1916 unter russische Besatzung. Die Russen zogen sich 1917 zurück. Bingöl wurde als Teil des Vilâyets Genç Teil der Türkei. In den Anfangsjahren der türkischen Republik lag Bingöl im Bereich der kurdischen Aufstände, z. B. des Scheich-Said-Aufstands 1925. Per Gesetz wurden Bingöl im Januar 1936 Provinzhauptstadt und Genç Kreishauptstadt.
Bingöl wurde wiederholt von schweren Erdbeben heimgesucht. Bei einem Beben am 22. Mai 1971 wurde ein Großteil der Stadt zerstört, mehrere Hundert Menschen kamen ums Leben. Als Reaktion wurden in der Türkei strengere Bauvorschriften für erdbebensicheres Bauen erlassen. Bei einem Beben am 1. Mai 2003 kamen 176 Menschen ums Leben und zahlreiche Gebäude wurden beschädigt.

## Etymologie
Die Stadt hieß bis 1950 Çapakçur. Dieser Name ist seit dem 4. Jahrhundert bekannt und wahrscheinlich armenischen Ursprungs. Der armenische Name leitet sich von einem Bach ab, der in den Murat fließt. Laut einer anderen populären Erklärung bei Evliya Çelebi stammt der Name von Alexander dem Großen ab, der durch das Wasser des Flusses an diesem Ort von einer Krankheit geheilt wurde. Daraufhin habe er den Ort in der makedonischen Sprache (bei Çelebi Makdis lisanı) Wasser des Paradieses genannt. In islamischen Quellen des Mittelalters wird Çapakçur auch Jabal Jur genannt, was volksetymologisch mit Dschabal für Berg und Dschur für Fließen erklärt wurde. Der andere traditionelle Name Çewlik/Çolig bezeichnet einen Acker oder Garten an einem Fluss.

## Geographie

### Geologie
Die Stadt Bingöl ist von Bergen mit Gletschern umgeben. Geologisch gesehen liegt Bingöl in einem Erdbebengebiet.
Die Stadt Bingöl ist die größte der Provinz und beherbergt 73,4 Prozent der Landkreisbevölkerung (Stand: Ende 2018). Sie gliedert sich in 15 Stadtviertel (Mahalle), von denen Kültür mit 18.214 Einwohnern das größte ist
Der Landkreis besteht neben der Kreisstadt aus zwei weiteren Gemeinden (Belediye): Ilıcalar (3036) und Sancak (2449 Einw.). Daneben gibt es noch 88 Dörfer (Köy), die Dörfer haben eine Durchschnittsbevölkerung von 398 Einwohnern. 30 Dörfer haben mehr Einwohner als dieser Durchschnitt. Die zehn größten Dörfer nach der Einwohnerzahl sind:
- Çavuşlar (kurd. Perhengok Jor) (2330 Einw.)
- Sarıçiçek (kurd. Tarbasan) (1972 Einw.)
- Ekinyolu (kurd. Sîmsor) (1440 Einw.)
- Yenibaşlar (kurd. Alikrak) (1393 Einw.)
- Güveçli (kurd. Welan) (1291 Einw.)
- Çeltiksuyu (kurd. Madrag) (1241 Einw.)
- Sudüğünü (kurd. Şîrnan) (1232 Einw.)
- Ağaçeli (kurd. Perhengok Jêr) (1141 Einw.)
- Göltepesi (kurd. Çan) (1073 Einw.)
- Aşağıakpınar (kurd. Wusifan) (1081 Einw.)

### Klimatabelle
|                        | Jan   | Feb   | Mär   | Apr   | Mai   | Jun  | Jul  | Aug  | Sep  | Okt  | Nov  | Dez   |   |        |
| Mittl. Temperatur (°C) | −2,1  | −0,8  | 4,7   | 10,9  | 16,2  | 22,2 | 26,7 | 26,7 | 21,3 | 14,5 | 6,8  | 0,7   | ⌀ | 12,4   |
| Mittl. Tagesmax. (°C)  | 2,4   | 4,1   | 10,2  | 16,9  | 23,1  | 29,8 | 34,7 | 35,1 | 29,9 | 22,0 | 12,7 | 5,2   | ⌀ | 18,9   |
| Mittl. Tagesmin. (°C)  | −5,5  | −4,6  | 0,4   | 5,8   | 10,2  | 15,0 | 19,3 | 19,1 | 13,9 | 8,6  | 2,2  | −2,8  | ⌀ | 6,9    |
|                        |       |       |       |       |       |      |      |      |      |      |      |       |   |        |
| Niederschlag (mm)      | 138,7 | 128,9 | 134,4 | 110,5 | 82,5  | 21,3 | 6,6  | 5,1  | 15,4 | 65,3 | 93,1 | 133,3 | Σ | 935,1  |
|                        |       |       |       |       |       |      |      |      |      |      |      |       |   |        |
| Sonnenstunden (h/d)    | 3,4   | 4,4   | 4,8   | 5,5   | 6,9   | 9,0  | 9,2  | 8,9  | 8,0  | 6,1  | 4,5  | 3,3   | ⌀ | 6,2    |
|                        |       |       |       |       |       |      |      |      |      |      |      |       |   |        |
| Regentage (d)          | 10,47 | 10,37 | 13,43 | 15,17 | 14,50 | 5,70 | 1,93 | 1,57 | 3,33 | 8,33 | 8,47 | 11,30 | Σ | 104,57 |

| −5,5 |

| −4,6 |

| 0,4 |

| 5,8 |

| 10,2 |

| 15,0 |

| 19,3 |

| 19,1 |

| 13,9 |

| 8,6 |

| 2,2 |

| −2,8 |

| −5,5 |

| −4,6 |

| 0,4 |

| 5,8 |

| 10,2 |

| 15,0 |

| 19,3 |

| 19,1 |

| 13,9 |

| 8,6 |

| 2,2 |

| −2,8 |

## Bevölkerung

### Bevölkerungsentwicklung
Nachfolgende Tabelle zeigt den vergleichenden Bevölkerungsstand am Jahresende für die Provinz, den zentralen Landkreis und die Stadt Bingöl sowie den jeweiligen Anteil an der übergeordneten Verwaltungsebene. Die Zahlen basieren auf dem 2007 eingeführten adressbasierten Einwohnerregister (ADNKS).

| Jahr | Provinz | Landkreis | Landkreis | Stadt | Stadt   |
| Jahr | abs.    | %         | abs.      | %     | abs.    |
| ---- | ------- | --------- | --------- | ----- | ------- |
| 2020 | 281.768 | 58,87     | 165.867   | 75,59 | 125.375 |
| 2019 | 279.812 | 58,91     | 164.835   | 75,20 | 123.958 |
| 2018 | 281.205 | 56,96     | 160.165   | 73,40 | 117.556 |
| 2017 | 273.354 | 57,77     | 157.921   | 74,10 | 117.014 |
| 2016 | 269.560 | 56,76     | 153.011   | 72,78 | 111.364 |
| 2015 | 267.184 | 56,38     | 150.626   | 71,88 | 108.267 |
| 2014 | 266.019 | 55,29     | 147.087   | 70,33 | 103.441 |
| 2013 | 265.514 | 54,09     | 143.624   | 69,11 | 99.260  |
| 2012 | 262.507 | 54,27     | 142.455   | 69,09 | 98.424  |
| 2011 | 262.263 | 53,67     | 140.753   | 67,97 | 95.669  |
| 2010 | 255.170 | 52,48     | 133.916   | 65,65 | 87.918  |
| 2009 | 255.745 | 52,73     | 134.854   | 66,16 | 89.224  |
| 2008 | 256.091 | 51,41     | 131.666   | 65,40 | 86.113  |
| 2007 | 251.552 | 51,63     | 129.885   | 66,61 | 86.511  |

### Stadtentwicklung
Nachfolgende Tabelle gibt Auskunft über die Entwicklung der Einwohnerzahlen von Stadt (Şehir), Kreis (İlçe) und Provinz (İl) Bingöl. Die Zahlen wurden den als PDF-Dateien veröffentlichten Ergebnisse der Volkszählungen der angegebenen Jahre entnommen, abrufbar über die Bibliothek des TURKSTAT (TÜİK)
| Jahr      | 2000    | 1990    | 1985    | 1980    | 1975    | 1970    | 1965    | 1960    | 1955    | 1950   | 1945   | 1940   | 1935  |
| --------- | ------- | ------- | ------- | ------- | ------- | ------- | ------- | ------- | ------- | ------ | ------ | ------ | ----- |
| Stadt     | 68.876  | 41.590  | 34.024  | 28.146  | 22.047  | 17.220  | 11.727  | 8.526   | 6.866   | 3.877  | 1.616  | 1.418  | 337   |
| Landkreis | 116.411 | 95.445  | 86.988  | 75.520  | 64.810  | 53.808  | 43.883  | 36.190  | 30.096  | 24.430 | 16.429 | 15.214 | 5.345 |
| Provinz   | 253.739 | 250.966 | 241.548 | 228.702 | 210.804 | 177.951 | 150.521 | 131.634 | 113.341 | 97.328 | 75.510 | 70.184 | – *   |

* Als Teil der Provinz Muş

## Bildung
In Bingöl befindet sich die staatliche Bingöl-Universität (türkisch Bingöl Üniversitesi).

## Infrastruktur
2013 wurde der Flughafen Bingöl eröffnet. Der Flughafen wird nur für Inlandsflüge aus Istanbul und Ankara genutzt und ist zwanzig Kilometer südwestlich von der Innenstadt entfernt.